# موسین نوع کوتاه اس ۱
موسین نوع کوتاه اس ۱ (انگلیسی: Mucin short variant S1) که با نام‌های موسین چندشکلی اپیتلیال (PEM) و آنتی‌ژن غشای اپیتلیال (EMA) هم شناخته می‌شود، یک پروتئین است که در انسان توسط ژن «MUC1» کُدگذاری می‌شود. این پروتئین، نوعی گلیکوپروتئین است که یک دومِـین خارج‌سلولی گلیکوزیلاسیون وابسته به اکسیژن دارد. موسین سطح بیرونی سلول‌های پوششی بافت ریه، معده، روده‌ها، چشم و چنین عضو حیاتی بدن را می‌پوشاند و با اتصال به الیگوساکارید میکروب‌ها، بدن را از ورود عوامل بیماری‌زا محافظت می‌کند. ساخت بیش از حد این پروتئین در سرطان روده بزرگ، سرطان ریه، سرطان پستان، سرطان تخمدان و سرطان لوزالمعده دیده می‌شود. این مولکول مهم را زیست‌شناس مولکولی بریتانیایی جویس تیلور-پاپادیمیتریو هنگام مطالعه بر روی سلول‌های سرطان پستان و تخمدان کشف کرد.
هسته اصلی این پروتئین حدود ۱۲۰–۲۲۵ کیلودالتون وزن دارد که با گلیکوزیلاسیون به ۲۵۰–۵۰۰ کیلودالتون افزایش می‌یابد و قسمت خارج‌سلولی‌اش حدود ۲۰۰–۵۰۰ نانومتر از سطح سلول بیرون می‌زند.
این پروتئین با اتصال به عوامل بیماری‌زا یک عملکرد محافظتی دارد و همچنین در فرایند سیگنال‌دهی سلولی هم نقش دارد.
موسین نوع کوتاه اس ۱ با مولکول‌های زیر تعامل پروتئین-پروتئین دارد:
- CTNND1[۹]
- HER2/neu[۱۰][۱۱]
- GRB2[۱۲]
- پلاکوگلوبین[۱۰]
- SOS1[۱۱][۱۲]

## برای مطالعهٔ بیشتر
- Peterson JA, Scallan CD, Ceriani RL, Hamosh M (2002). "Structural and Functional Aspects of Three Major Glycoproteins of the Human Milk Fat Globule Membrane". Bioactive Components of Human Milk. Advances in Experimental Medicine and Biology. Vol. 501. pp. 179–87. doi:10.1007/978-1-4615-1371-1_23. ISBN 978-1-4613-5521-2. PMID 11787681.
- Hu XF, Yang E, Li J, Xing PX (2006). "MUC1 cytoplasmic tail: a potential therapeutic target for ovarian carcinoma". Expert Rev Anticancer Ther. 6 (8): 1261–71. doi:10.1586/14737140.6.8.1261. PMID 16925492. S2CID 36159399.
- Leroy X, Buisine MP, Leteurtre E,  et al. (2007). "[MUC1 (EMA): A key molecule of carcinogenesis?]". Annales de Pathologie. 26 (4): 257–66. doi:10.1016/S0242-6498(06)70718-0. PMID 17128152.
- Li Y, Cozzi PJ (2007). "MUC1 is a promising therapeutic target for prostate cancer therapy". Current Cancer Drug Targets. 7 (3): 259–71. doi:10.2174/156800907780618338. PMID 17504123.
- Mahanta S, Fessler SP, Park J, Bamdad C (April 2008). "A minimal fragment of MUC1 mediates growth of cancer cells". PLOS ONE. 3 (4): e2054. Bibcode:2008PLoSO...3.2054M. doi:10.1371/journal.pone.0002054. PMC 2329594. PMID 18446242.
- Hikita ST, Kosik KS, Clegg DO, Bamdad C (October 2008). "MUC1* mediates the growth of human pluripotent stem cells". PLOS ONE. 3 (10): e3312. Bibcode:2008PLoSO...3.3312H. doi:10.1371/journal.pone.0003312. PMC 2553196. PMID 18833326.
- Fessler SP, Wotkowicz MT, Mahanta S, Bamdad C (2009). "MUC1* is a determinant of trastuzumab (Herceptin) resistance in breast cancer cells". Breast Cancer Res Treat. 118 (1): 113–24. doi:10.1007/s10549-009-0412-3. PMID 19415485. S2CID 25176184.
- Zhan XX, Zhao B, Diao C, Cao Y, Cheng RC (2015). "Expression of MUC1 and CD176 (Thomsen-Friedenreich antigen) in papillary thyroid carcinomas". Endocr. Pathol. 26 (1): 21–6. doi:10.1007/s12022-015-9356-9. PMID 25614211. S2CID 37471701.